# 西早來號誌站
西早來號誌站（日语：／ Nishi-hayakita shingōjō */?）位於日本北海道勇拂郡安平町早來富岡，是北海道旅客鐵道（JR北海道）石勝線沿線的號誌站。

## 車站構造
號誌站兩端設有防雪廊（snow shelter），防止大雪凍結轉轍器。設計之初原預定設置車站，並辦理客運業務，但後來此構想沒有實現。
開站以來就一直是沒有設置站員的無人號誌站。

## 車站周邊
位於深山之中，附近沒有居民。號制站夾在陸上自衛隊東千歳駐屯地與安平駐屯地之間。

## 历史
- 1981年（昭和56年）10月1日 - 日本國有鐵道石勝線西早來號誌站設立。
- 1987年（昭和62年）4月1日 - 國鐵分割民營化後，由JR北海道接收管理。

## 相鄰車站
北海道旅客鐵道（JR北海道）
■石勝線
南千歲（H14）－（駒里信號場）－（西早來信號場）－追分（K15）

## 相關連結
- 西早來號誌站 （页面存档备份，存于）